# 京都府道453号大河内口八田線
京都府道453号大河内口八田線（きょうとふどう453ごう おおかわちくちはったせん）は、京都府南丹市から船井郡京丹波町至る一般府道である。

## 概要
南丹市園部町大河内から船井郡京丹波町口八田に至る。
南丹市園部地区において、京都府道・大阪府道54号園部能勢線の別ルートのような働きがある。

### 路線データ
- 起点：南丹市園部町大河内（大河内交差点、京都府道・大阪府道54号園部能勢線交点）
- 終点：船井郡京丹波町口八田（口八田交差点、兵庫県道・京都府道702号篠山京丹波線交点）

## 歴史
- 1977年（昭和52年）6月 - 京都府が路線認定。

## 路線状況

### バイパス
- 南丹市園部町宍人（ししうど） - 同市園部町大西

## 地理

### 通過する自治体
- 京都府
  - 南丹市 - 船井郡京丹波町

### 交差する道路
| 交差する道路                        | 市町村名 | 市町村名 | 交差する場所           | 交差する場所        |
| ----------------------------------- | -------- | -------- | ---------------------- | ------------------- |
| 京都府道・大阪府道54号園部能勢線    | 南丹市   | 南丹市   | 園部町大河内           | 大河内交差点 / 起点 |
| 国道372号 / 篠山街道                | 南丹市   | 南丹市   | 園部町南八田           | 南八田交差点        |
| 京都府道452号長谷八木線             | 南丹市   | 南丹市   | 園部町宍人（ししうど） | 長谷交差点          |
| 京都府道454号竹井室河原線           | 南丹市   | 南丹市   | 園部町宍人             | 宍人交差点          |
| 京都府道・大阪府道54号園部能勢線    | 南丹市   | 南丹市   | 園部町船阪             | 船阪交差点          |
| 兵庫県道・京都府道702号篠山京丹波線 | 船井郡   | 京丹波町 | 口八田                 | 口八田交差点 / 終点 |

### 沿線
- 南丹市立西本梅小学校
- 南丹市立摩気小学校、南丹市立幼稚園摩気分園
- 鴫尾山九品寺
- 園部船阪郵便局
- 葛城神社

### 峠
- 中山峠（南丹市 - 船井郡京丹波町）